# Semaoune
Semaoune (em árabe: سمعون) é uma comuna localizada na província de Bugia, no norte da Argélia. Segundo o censo de 2008, a população total da cidade era de 13 616 habitantes.